# Butte (Nebraska)
Butte és una població dels Estats Units a l'estat de Nebraska. Segons el cens del 2000 tenia 366 habitants.

## Demografia
Segons el cens del 2000, Butte tenia 366 habitants, 152 habitatges, i 81 famílies. La densitat de població era de 336,5 habitants per km².
Dels 152 habitatges en un 23,7% hi vivien nens de menys de 18 anys, en un 50,7% hi vivien parelles casades, en un 2% dones solteres, i en un 46,7% no eren unitats familiars. En el 44,7% dels habitatges hi vivien persones soles el 30,9% de les quals corresponia a persones de 65 anys o més que vivien soles. El nombre mitjà de persones vivint en cada habitatge era de 2,11 i el nombre mitjà de persones que vivien en cada família era de 2,98.
Per edats la població es repartia de la següent manera: un 19,9% tenia menys de 18 anys, un 5,5% entre 18 i 24, un 18,9% entre 25 i 44, un 19,9% de 45 a 60 i un 35,8% 65 anys o més.
L'edat mediana era de 49 anys. Per cada 100 dones de 18 o més anys hi havia 77,6 homes.
La renda mediana per habitatge era de 20.417 $ i la renda mediana per família de 35.893 $. Els homes tenien una renda mediana de 23.125 $ mentre que les dones 18.036 $. La renda per capita de la població era de 14.453 $. Aproximadament el 8,2% de les famílies i el 13,5% de la població estaven per davall del llindar de pobresa.

## Poblacions més properes
El següent diagrama mostra les poblacions més properes.